# USS Michael Monsoor
 Der er for få eller ingen kildehenvisninger i denne artikel, hvilket er et problem. Du kan hjælpe ved at angive troværdige kilder til de påstande, som fremføres i artiklen.

USS Michael Monsoor (DDG-1001) er den anden destroyer af Zumwalt-klassen i United States Navy. Hun er navngivet efter den amerikanske Navy SEAL-soldat Michael Monsoor som posthumt blev belønnet med Medal of Honor.
Skibet bliver udstyret med stealth-teknologi, og bliver sammen med søsterskibet Zumwalt verdens største destroyer. Skibet er under bygning på værftet Bath Iron Works i Maine. Skibet forventes leveret til flåden i løbet af 2018, efter veloverståede testsejladser.